# Мегавати Сукарнопутри
Ди́а Перма́та Мегава́ти Сетиава́ти Сукарнопу́три (индон. Diah Permata Megawati Setiawati Soekarnoputri (Sukarnoputri)); (род. 23 января 1947, Джокьякарта) — индонезийский государственный и политический деятель. Президент Индонезии (2001—2004; первая женщина-президент Индонезии и первый президент, родившийся после получения страной независимости), вице-президент Индонезии (1999—2001), депутат Совета народных представителей Индонезии (1987—1992). Председатель Демократической партии Индонезии (1993—1996), основатель и бессменный (с 1998 года) председатель Демократической партии борьбы Индонезии.
Дочь первого президента страны Сукарно. Широко известна под краткими вариантами имени Мегавати Сукарнопутри (индон. Megawati Soekarnoputri, Megawati Sukarnoputri) и Мегавати (индон. Megawati), а также под прозвищем Мега (индон. Mega).

## Биография

### Ранние годы жизни

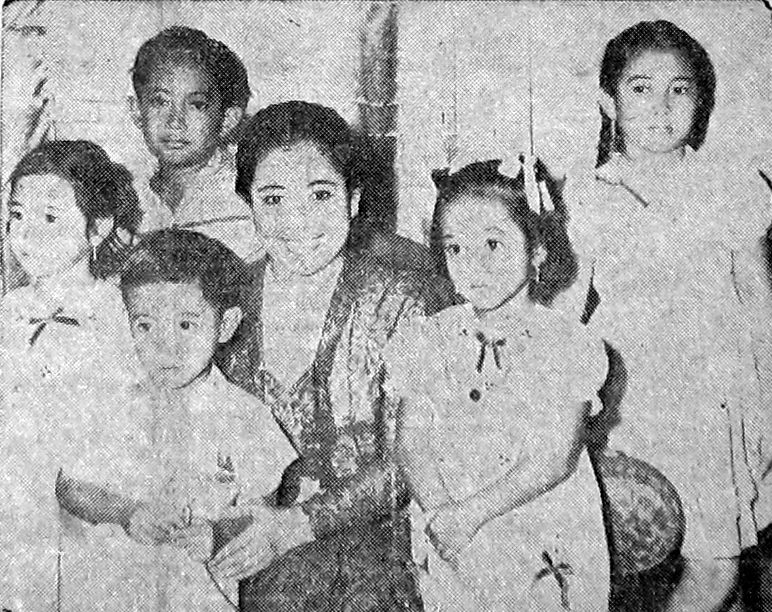
Девятилетняя Мегавати (в заднем ряду справа) с братьями и сёстрами на дне рождения своей матери Фатмавати. 11 февраля 1956 года

Мегавати Сукарнопутри родилась 23 января 1947 года в Джокьякарте. Её родителями были Сукарно, первый президент Индонезии, и его жена Фатмавати; в семье Сукарно Мегавати стала вторым ребёнком и первой дочерью. Её детские годы прошли в президентской резиденции — дворце Мердека. В 1966 году, когда Мегавати было 19 лет, её отец лишился фактической власти в пользу генерала Сухарто; год спустя Сухарто официально сменил Сукарно на посту президента.
В последние годы правления отца Мегавати поступила в Университет Панджаджаран в Бандунге, где изучала сельское хозяйство, однако в 1967 году отказалась от продолжения обучения, решив посвятить себя поддержке свергнутого отца. В 1970 году, после смерти Сукарно, она начала изучать психологию в Университете Индонезия, однако была отчислена спустя два года.

### Начало политической карьеры
В 1986 году президент Сухарто, в ознаменование заслуг Сукарно в деле провозглашения независимости Индонезии, присвоил ему почётное звание Героя Провозглашения; участие в церемонии по присвоению отцу этого звания стало первым для Мегавати опытом участия в политике. В 1987 году она вступила в ряды Демократической партии Индонезии (ДПИ), позиционирующей себя в качестве наследницы идей Сукарно, и приняла участие в её предвыборной кампании; по итогам парламентских выборов она была избрана депутатом Совета народных представителей и членом Народного консультативного конгресса. С этого времени начался довольно быстрый рост её популярности как среди членов партии, так и среди простых избирателей; основу её сторонников составляли представители городской бедноты и сельского среднего класса. Поскольку Мегавати не обладала значительными ораторскими навыками, её популярность была обусловлена преимущественно её статусом дочери Сукарно.

### Во главе Демократической партии Индонезии

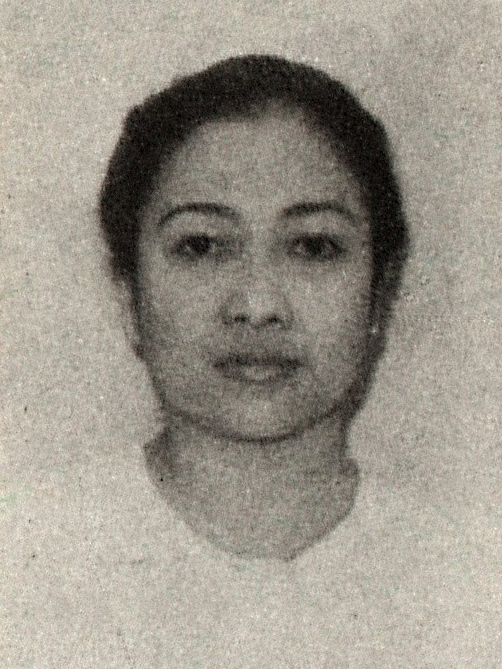
Мегавати — депутат Совета народных представителей. 1987 год

По итогам парламентских выборов 1992 года Мегавати не была переизбрана в парламент, однако ей удалось компенсировать неудачу на выборах успехами в партийной деятельности. На национальном съезде ДПИ, прошедшем в декабре 1993 года, она стала одним из трёх основных кандидатов на пост председателя партии, наряду с действующим председателем Сурьяди и Буди Харджоно. В ходе голосования ей удалось получить подавляющее большинство голосов делегатов съезда, однако режим Сухарто попытался сорвать съезд, стянув войска к месту его проведения. Но властям не удалось воспрепятствовать избранию Мегавати как из-за массовой поддержки нового председателя со стороны членов партии, так и благодаря решительным действиям самой Мегавати.
Тем не менее, правительство отказалось признать Мегавати главой ДПИ. В 1996 году в Медане прошёл чрезвычайный съезд партии, созванный по распоряжению правительства, который вновь избрал Сурьяди председателем. Мегавати отказалась признать решение чрезвычайного съезда, что привело к расколу партии на её сторонников и сторонников Сурьяди.
27 июля 1996 года сторонники Сурьяди, при поддержке правительственных сил, напали на штаб-квартиру ДПИ в Джакарте, удерживаемую сторонниками Мегавати. В ходе последовавшего боя сторонникам Мегавати удалось удержать штаб-квартиру. Противостояние между сторонниками различных фракций ДПИ привело к массовым беспорядкам в городе; позже власти назвали их организатором нелегальную Народно-демократическую партию левого толка. Также режим Сухарто признал Сурьяди законным руководителем ДПИ и запретил фракции Мегавати выставлять кандидатов на парламентских выборах 1997 года. В ходе выборов фракция Мегавати поддержала кандидатов от Партии единства и развития.

### Во главе Демократической партии борьбы Индонезии
В мае 1998 после ухода Сухарто с поста президента создала и возглавила альтернативную ДПИ партию под названием Демократическая партия борьбы Индонезии. В 1999—2001 годах вице-президент, а в 2001—2004 годах — президент Индонезии. Заняла пост Президента страны после отстранения от власти предыдущего президента, Абдуррахмана Вахида. Баллотировалась на следующий срок, однако проиграла во втором туре выборов Сусило Бамбангу Юдойоно.
В 2004 году журнал «Forbes» поставил Мегавати Сукарнопутри на восьмое место в списке самых влиятельных женщин мира.

## Награды

### Ордена
- Индонезия — Орден «Звезда Республики Индонезии» 1-й степени (2001, кавалер по должности как президент Индонезии);
- Индонезия — Орден «Звезда Республики Индонезии» 2-й степени (2001)[9];
- Индонезия — Орден «Звезда Махапутра» 1-й степени.
- Россия — Орден Дружбы (10 февраля 2020 года) — за большие заслуги в укреплении дружбы, сотрудничества и взаимопонимания между народами России и Индонезии[10].

### Почётные учёные степени
- Россия — почётный доктор МГИМО[11].

## Личная жизнь
До своего нынешнего брака была замужем дважды. Первый муж погиб в авиакатастрофе, брак со вторым распался вскоре после свадьбы. В 1973 году вышла замуж в третий раз, имеет троих детей.